# Balian Buschbaum

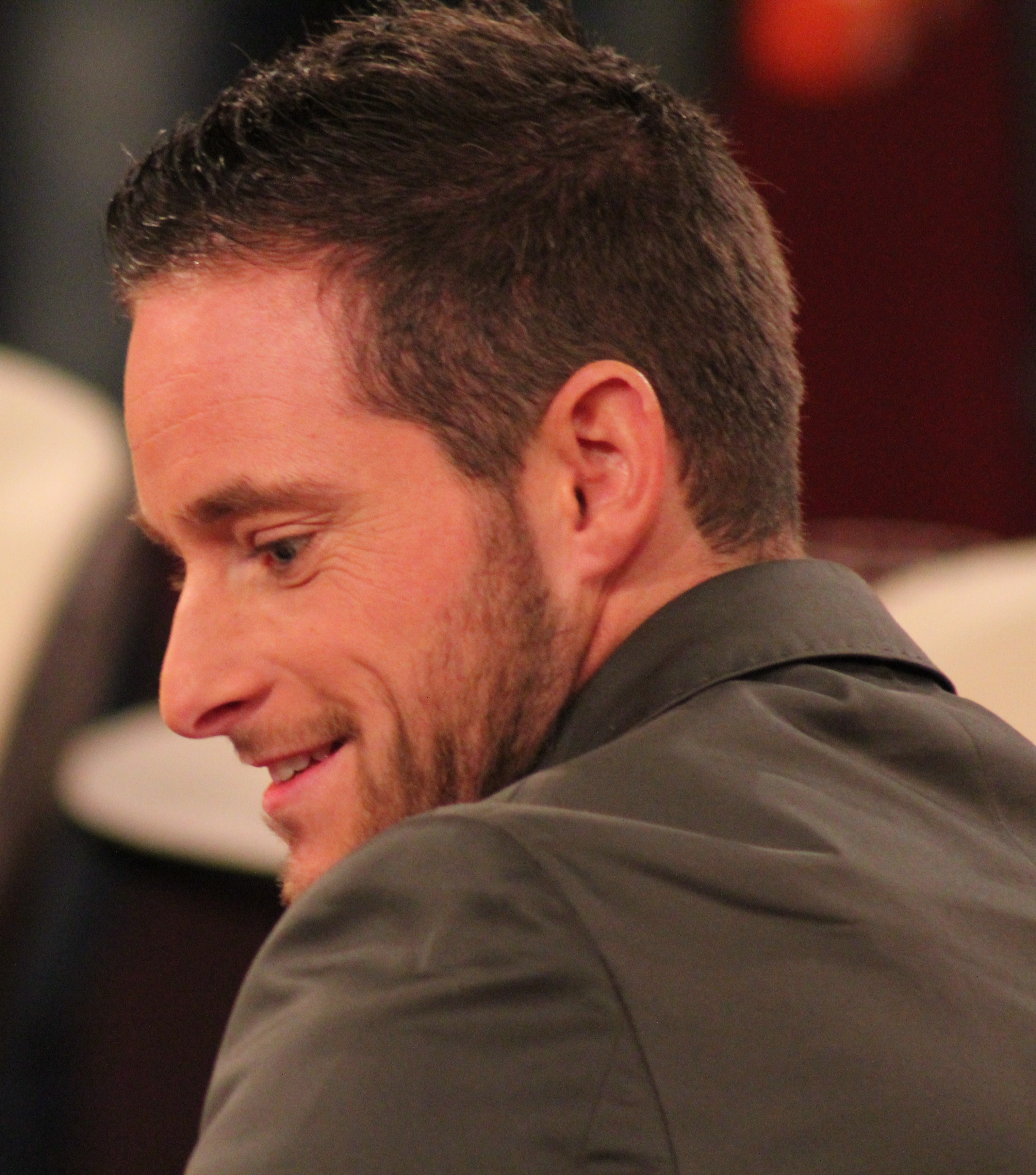
Imagem de Balian Buschbaum.

Balian Buschbaum é um ex-atleta olímpico alemão, que competia no salto com vara.
No dia 21 de novembro de 2007, Yvonne Buschbaum anunciou sua aposentadoria do esporte aos 27 anos, para se preparar para a transição de gênero, através da cirurgia de redesignação sexual. A partir de então, passou a se chamar Balian Buschbaum e a trabalhar como personal trainer.

## Carreira como atleta
Yvonne Buschbaum tem como recorde pessoal 4.70 metros, conquistado em Junho de 2003, na cidade de Ulm. Este resultado faz com que Buschbaum tenha a segunda melhor marca da alemanha, atrás apenas de Annika Becker.

### Principais Resultados
| Ano                    | Competição                                       | Local                  | Posição                | Notas                  |
| Representando Alemanha | Representando Alemanha                           | Representando Alemanha | Representando Alemanha | Representando Alemanha |
| ---------------------- | ------------------------------------------------ | ---------------------- | ---------------------- | ---------------------- |
| 1998                   | Campeonato Mundial Júnior                        | Annecy, França         | 4º                     |                        |
| 1998                   | Campeonato Europeu                               | Budapest, Hungary      | 3º                     |                        |
| 1999                   | Campeonato Mundial de Atletismo                  | Seville, Spain         | 14º                    |                        |
| 1999                   | European Junior Championships                    | Riga, Latvia           | 1º                     |                        |
| 2000                   | Jogos Olímpicos                                  | Sydney, Australia      | 6º                     |                        |
| 2001                   | Campeonato Mundial de Atletismo em Pista Coberta | Lisboa, Portugal       | 6º                     |                        |
| 2001                   | Campeonato Mundial                               | Edmonton, Canada       | 7º                     |                        |
| 2002                   | Campeonato Europeu de Atletismo em Pista Coberta | Viena, Austria         | 2º                     |                        |
| 2002                   | Campeonato Europeu                               | Munich, Germany        | 3º                     |                        |
| 2003                   | Campeonato Mundial de Atletismo                  | Paris, France          | 6º                     |                        |